# Dorfkirche Dübrichen

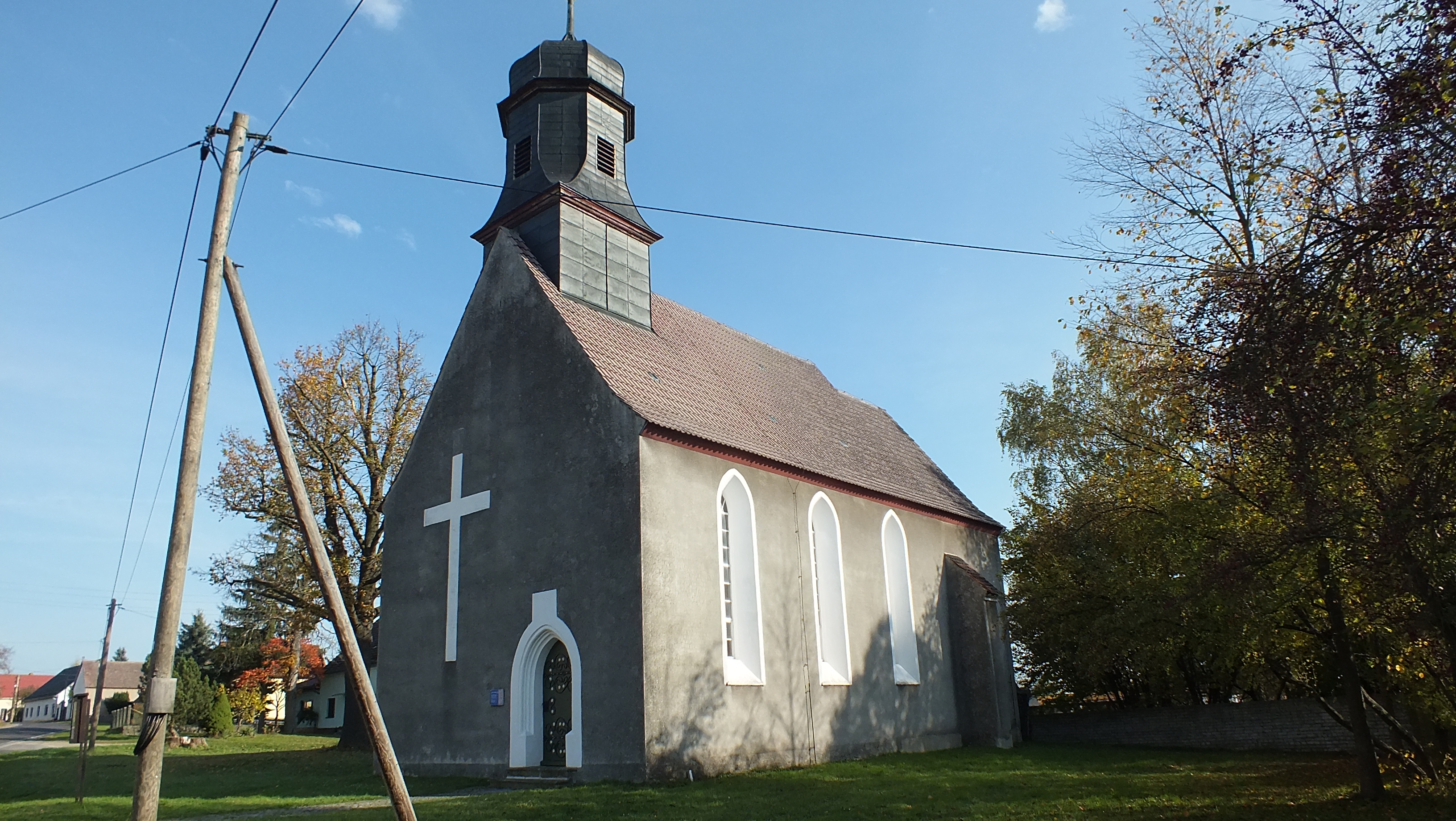
Dorfkirche Dübrichen

Die evangelische, denkmalgeschützte Dorfkirche Dübrichen steht in Dübrichen, einem Ortsteil der Stadt Doberlug-Kirchhain im Landkreis Elbe-Elster von Brandenburg. Sie gehört zur  Hoffnungskirchengemeinde Trebbus und Umland im Kirchenkreis Niederlausitz der Evangelischen Kirche Berlin-Brandenburg-schlesische Oberlausitz.

## Beschreibung
Die Saalkirche wurde 1908 erbaut. Sie besteht aus einem Langhaus, einem eingezogenen, gerade geschlossenen Chor im Osten und der an seiner Nordwand angebauten Sakristei. Aus dem Satteldach des Langhauses erhebt sich im Westen ein Dachreiter, in dessen Haube sich hinter den Klangarkaden der Glockenstuhl befindet, in dem eine Kirchenglocke hängt, die von der Kunst- und Glockengießerei Lauchhammer 1994 gegossen wurde.
Die Kirchenausstattung stammt im Wesentlichen aus der Bauzeit. Im Schrein des Altars befindet sich eine um 1440 geschnitzte Skulptur des heiligen Stephanus. Das achteckige, hölzerne Taufbecken stammt aus der ersten Hälfte des 18. Jahrhunderts.